# Tribunal Supremo del NSDAP
El Tribunal Supremo del NSDAP (en alemán: Oberstes Parteigericht der NSDAP) era la autoridad suprema del Partido Nacionalsocialista Obrero Alemán (NSDAP) para llevar a cabo las órdenes del partido. El tribunal estaba en la Karolinenplatz 4 en Múnich.

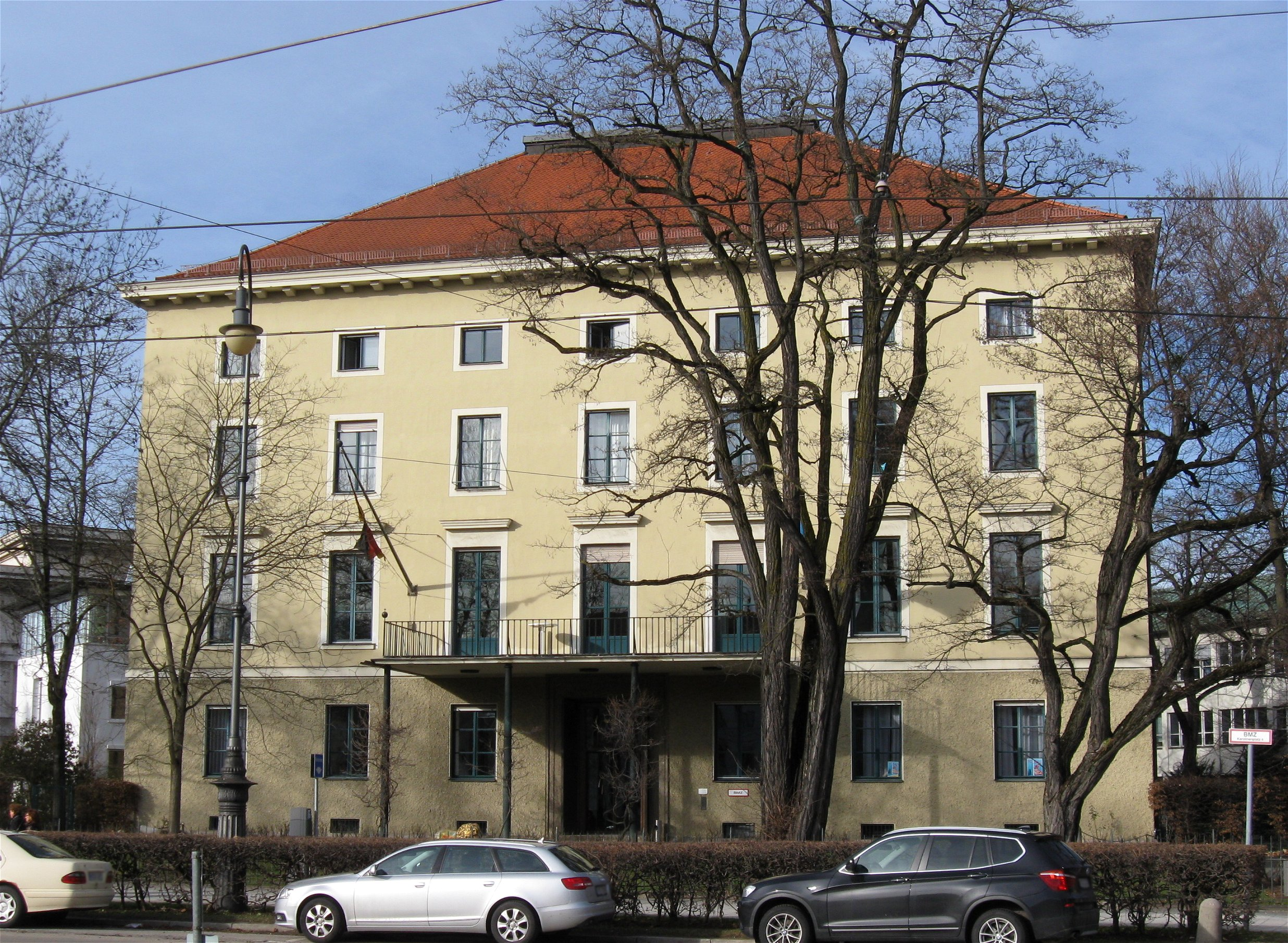
El edificio reconstruido en el sitio del antiguo Tribunal Supremo del NSDAP, 2013.

Los estatutos del NSDAP del 21 de julio de 1921 establecieron un Comité de Conciliación (Schlichtungsausschuss) y un Comité de Investigación (Untersuchungsausschuss), que debían evaluar todos los nuevos procedimientos de admisión y exclusión de partidos. Adolf Hitler vio estos comités como una herramienta para suprimir la oposición dentro del partido. Después del restablecimiento del NSDAP en 1925, los dos comités se unieron en el Comité de Investigación y Arbitraje (Untersuchungs- und Schlichtungsausschuss, USCHLA). De acuerdo con el estatuto del 25 de mayo de 1926, la tarea principal del nuevo organismo era el examen de los procedimientos de admisión y expulsión y la mediación de disputas internas.
A nivel local y de los Gau, se formaron compañías locales de USCHLA, que fueron presididos por los USCHLA en Múnich. Los comités incluían un presidente y dos asesores. Para no vincular a los miembros del comité como órganos ejecutivos de la dirección del partido, los hechos que condujeron a la exclusión no se definieron exactamente, lo que significaba que los jueces tenían libertades de gran alcance.
En 1929, se elaboraron nuevas directrices para el estado de derecho para el estado de derecho, que se basaban en el Código de Procedimiento Penal. En 1931, la responsabilidad se extendió a las SA y SS. Después de la introducción de la Ley Garante de la Unidad del Partido y del Estado en diciembre de 1933, los USchlA fueron rebautizados como tribunales del partido, encabezados por el tribunal del partido más alto con varias cámaras.
En 1934, nuevas directivas alinearon los procedimientos con los procedimientos penales. Se amplió el catálogo criminal y se permitió el nuevo juicio. Los tribunales del partido eran vistos como una rama separada de los tribunales estatales, los tribunales estatales tenían que proporcionar asistencia legal, desde 1936 había jueces que eran abogados, el derecho de jurar testigos y expertos.
Los esfuerzos para crear una jurisdicción separada para las SA fracasaron debido al veto de Hitler y la resistencia del poder judicial y el Reichswehr.
El tribunal desempeñó un papel importante después de los pogromos de noviembre de 1938, ya que ayudó a través de sus procedimientos a encubrir delitos y cubrir a los delincuentes, y así fortaleció la dictadura nazi.
Después del juicio de Josef Wagner, en el cual el tribunal no vio motivos para una condena contra la voluntad de Hitler por razones legales formales, el poder del tribunal se redujo significativamente, especialmente porque cada sentencia debía ser confirmada por la cancillería del partido. En 1944, se suspendieron casi todos los procedimientos judiciales.

## Personas que trabajaron en el tribunal de primera instancia
- Bruno Heinemann, Presidente hasta 1927
- Walter Buch, Presidente desde 1927 hasta 1945
- Karl Ostberg
- Ulrich Graf
- Hans Frank
- Wilhelm Grimm
- Walter Knop